# Pentryt
Pentryt, PETN (od ang. pentaerythritol tetranitrate) – organiczny związek chemiczny z grupy nitroestrów.
Pentryt jest jednym z najsilniejszych znanych kruszących materiałów wybuchowych. Był stosowany w czasie II wojny światowej, a współcześnie znajduje zastosowanie w produkcji mieszanin wybuchowych:
- plastycznego pentrynitu (50% pentrytu, 46% nitrogliceryny i 4% koloksyliny)
- sypkiego pentrolitu (mieszaniny trotylu i pentrytu o różnym składzie).

Ponadto wykorzystuje się go jako wtórny materiał pobudzający w detonatorach oraz materiał wybuchowy w lontach detonujących.
Otrzymywany jest przez estryfikację pentaerytrytolu mieszaniną nitrującą. Najczęstsza metoda produkcji pentrytu polega na wsypaniu pentaerytrytolu do stężonego kwasu azotowego o gęstości 1,51 g/cm³ i utrzymaniu temperatury 25 °C.
PETN tworzy białe lub bezbarwne, bezwonne kryształy o gęstości 1,76 g/cm³, nie rozpuszcza się w wodzie, trudno rozpuszcza się w zimnym alkoholu etylowym, benzenie i toluenie. Dobrze rozpuszcza się w octanie metylu, a najlepiej w octanie etylu i acetonie (z których najczęściej jest krystalizowany).
Objętość właściwa gazowych produktów wybuchu wynosi 780 l/kg, a szybkość detonacji 8,4 km/s (przy gęstości 1,7 g/cm³). W próbie Trauzla powoduje wydęcie 523 cm³ Pb/10 g. Wybucha przy spadku ciężarka o masie 10 kg z wysokości 25 cm. Wybuchowi 1 mola pentrytu towarzyszy wydzielenie 1,8 MJ energii. Aby go pobudzić do detonacji, wystarczy 10 mg azydku ołowiu lub 5 mg azydku srebra. W stanie suchym łatwo się elektryzuje. Jest znacznie mniej toksyczny niż inne nitroestry.
W postaci sflegmatyzowanej pentryt służy do wyrobu plastycznych materiałów wybuchowych (na przykład semteksu) i do prasowania detonatorów lub niewielkich ładunków kumulacyjnych oraz do produkcji lontów detonujących.
W grudniu 2001 był, w połączeniu z TATP, użyty przez Richarda Reida do nieudanej próby wysadzenia samolotu podczas lotu 63 linii American Airlines z Paryża do Miami.
25 grudnia 2009 został użyty przez 23-letniego Nigeryjczyka Abdulfaruka Umara Muttalaba do nieudanej próby wysadzenia samolotu Airbus A330-300 wykonującego lot 253 linii Northwest Airlines z Amsterdamu do Detroit. Muttalab próbował zdetonować pentryt zaszyty w swoim ubraniu, dodając do niego roztwór kwasu ze strzykawki – jednak wywołał tylko mały pożar, po czym został obezwładniony.

## Zastosowanie w medycynie
Podobnie jak nitrogliceryna i inne azotany, pentryt jest również używany w medycynie jako wazodylatator (substancja powodująca rozkurcz mięśni gładkich w ściankach naczyń krwionośnych) w leczeniu chorób serca. W medycynie stosuje się niemal całkowicie czysty pentryt.